# Tobi Gmür
Tobias Gmür (* 10. Oktober 1973) ist ein Schweizer Sänger, Gitarrist, Musiker, Produzent und Songwriter aus Luzern. 

## Leben
In den frühen 1990er-Jahren erlangte Gmür zunächst als Frontman der Band Mothers Pride nationale Bekanntheit. Er gehörte bis im Sommer 1999 zum Gründungsteam von Radio 3fach. Er war Musikchef und moderierte die Sendungen Gaffa, 3wach und Stosszyt. Im Jahr 2007 gründete er ein Aufnahmestudio, in welchem seither unter dem Namen Chevalac Recordings mehrere lokale, wie auch internationale Bands und Artisten aufgenommen wurden. Zu den wichtigsten und erfolgreichsten Künstlern gehören die britischen Goldheart Assembly aus London, Alvin Zealot und Mothers Pride aus Luzern. Seit der Veröffentlichung seines ersten Soloalbums Worldfamous In My Hometown im Jahr 2012 ist er regional auch als Solokünstler bekannt.
Im Jahr 2013 veröffentlichte eine Gruppe unkommerzieller Musiker ein Tributalbum an den Ostschweizer Kabarettisten und Komiker Jack Stoiker, auf welchem Coverversionen von Stoikers Songs zu hören sind. Mit Herbscht i de Alpe war auch Gmür auf der CD vertreten.
Im Februar 2014 veröffentlichte er seine erste Single S’Läbe ged/S’Läbe nemmt auf Schweizerdeutsch, im März 2015 folgte das Album Sincerely, T. Gmür (LimmatRecords).
Gmür ist Bruder der Journalistin Heidi Gmür und des Filmemachers Till Gmür und ist verheiratet.

## Diskografie
Mit Mothers Pride
- Live (1993)
- Jesus on a Saturday Night (1994)
- Burn Baby Burn (1995)
- Halfpastheartache (1999)
- Tommy Drives Me Home (2001)
- Mothers Pride (2007)
- Love Comes Knocking (2009)
- Wasted Years (2024)

Soloalben
- Worldfamous in My Hometown (2012)
- Sincerely, T. Gmür (2015)
- Winterthur (2016)